# Шюман, Янник
Янник Шюман (нем. Jannik Schümann; род. 22 июля 1992, Гамбург, Германия) — немецкий актёр и продюсер.

## Биография
Янник Шюман родился и вырос в Гамбурге. У него есть два старших брата, и он дядя. В детстве увлекался джазом и хип-хопом. В 9 лет сыграл юного Амадея Моцарта в мюзикле «Моцарт» на сцене театра Новая Флора. Брал уроки актёрского мастерства. В 2003 году впервые появился на телевидении. В 2000-е его можно было увидеть в таких сериалах о полицейских, как «Инспектор Кресс», «СОКО Висмар» и «СОКО Кёльн». В 2017 году актёр принял участие в съёмках молодёжной комедии «Высшее общество», а в 2018 году – в драматическом триллере «Погружение», главные роли в котором исполнили Джеймс Макэвой и Алисия Викандер. В 2019 году в широкий прокат вышла военная драма «Последствия», в которой ему досталась роль Альберта. 
В 2020 году на экраны вышла романтическая мелодрама «Так близко к горизонту», снятая по одноимённому автобиографическому бестселлеру писательницы Джессики Кох. Шюман исполнил роль возлюбленного Джессики (которую сыграла Луна Ведлер). Следующий проект, в котором можно увидеть актёра, — фэнтези «Охотник на монстров» режиссёра Пола У. С. Андерсона.
Янник попеременно проживает в Гамбурге и Берлине. Он ведёт популярный в Германии блог в Инстаграме, на который подписано более 200 тысяч человек. Также известно, что Янник играет на пианино, и у него есть кот.  26 декабря 2020 года в своём блоге опубликовал фото и признание в любви своему партнёру, с которым он долгое время находится в семейных отношениях.

## Награды
- 2012 — Номинация на премию «New Faces Award» в категории «Лучший молодой актер» за роль в ТВ-фильме «Домашнее видео» (Homevideo)
- 2012 — Телевизионная премия им. Гессиана – специальный приз жюри за роль в ТВ-фильме «Mittlere Reife» (разделил с актерами: Изабель Бонгард, Соней Герхардт, Винсентом Редецки и Антоном Рубцовым)
- 2016 — Премия Askania Award в категории «Shooting-Star-Award»

## Фильмография
- 2011 — Домашнее видео / Homevideo — Генри (ТВ)
- 2012 — Барбара / Barbara — Марио
- 2013 — Инстинкт игрока / Spieltrieb — Алев Эль Куамар
- 2015 — Иисус Христос / Jesus Cries — Лазарь
- 2016 — Центр моего мира / Die Mitte der Welt — Николас
- 2017 — Погружение / Submergence — Пол
- 2017 — Высшее общество / High Society — Альбрехт фон Шлахт
- 2019 — Последствия / The Aftermath — Альберт
- 2019 — Так близко к горизонту / Dem Horizont so nah — Дэнни Тейлор
- 2021 — Сисси: Императрица Австрии / Sisi  — император Франц Иосиф